# Alagatta, Kadur
Alagatta là một làng thuộc tehsil Kadur, huyện Chikmagalur, bang Karnataka, Ấn Độ.